# Jean Gallet

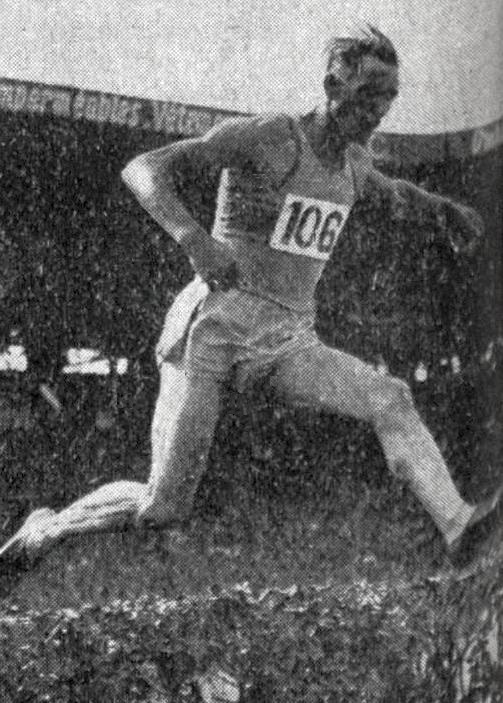
Jean Gallet im Juli 1946

Jean Gallet (* 18. Mai 1916 in Allonnes, Département Eure-et-Loir; † 20. Oktober 1989 ebd.) war ein französischer Hindernisläufer und Politiker.
Bei den Leichtathletik-Europameisterschaften 1946 in Oslo wurde er Fünfter über 3000 m Hindernis.
Fünfmal wurde er Französischer Meister (1941–1943, 1946 mit seiner persönlichen Bestzeit von  9:16,3 min, 1947).
Von 1981 bis 1986 war er Abgeordneter der Nationalversammlung für die Sozialistische Partei.